# Ли Гвансу (актёр)
Ли Гвансу (кор. 이광수; род. 14 июля 1985, Намъянджу, Кёнгидо, Южная Корея) — южнокорейский актёр и модель.

## Биография
Ли Гвансу окончил Dong-ah Institute of Media and Arts — Broadcasting.
Официально дебютировал в ситкоме «That Person Is Coming» 2008 года. В 2009 г. Гвансу сыграл роль так называемого паразита-халявщика в дораме «Неудержимый пинок». Ему удалось привлечь к себе внимание, благодаря его высокому росту и необычной внешности.
Агентство: King Kong Entertainment.
Вместе с Ли Мин Чжон и Ли Чжон Чжином в 2012 году он снялся в романтической комедии «Замечательное Радио».
В 2014 году он снялся в сериале «Все в порядке, это любовь». Благодаря необычному сюжету и актерскому составу (Чо Ин Сон, Сон Дон Иль и Гон Хё Джин, а также сам Ли Гвансу), он стал настоящим хитом. По сюжету его персонаж страдал психическим заболеванием, с которым он боролся изо дня в день, встречался с проблемами в семье и личной жизни. Также в съемках принял участие один из участников бой-бэнда Exo — До Кёнсу / D.O, с которым Гвансу очень сильно сдружился.
Свою популярность он приобрел, участвуя в съемках популярного тв-шоу «Бегущий Человек» / «Running Man», премьера которого состоялась 11 июля 2010 года. Это шоу является одним из самых долгоиграющих программ на канале SBS. Оно снято в жанре «погоня». В каждом эпизоде, перед участниками стоит задача, которую им необходимо выполнить, в противном случае они получают наказание. Ли Гвансу из-за своих смешных и нелепых действий получил такие прозвища, как: «Жираф», «Принц Азии», «Кванджа», «Кванватар», «Предатель Квансу», «Кван Борам».

## Фильмография

### Фильмы
- Старая крепость Пхеньян (2011)
- Чудесное радио (2012)
- Аромат (2012)
- Всё о моей жене (2012)
- Мой маленький герой (2013)
- Хорошие друзья (2014)
- Пять братьев из Доксури (2014)
- Мутант (2015)
- Детектив по случайности: В действии (2018)
- Мой особенный брат (2019)
- Счастливого Нового года (2021)

### Дорамы
- Неудержимый пинок (сериал, 2009)
- Дон И (сериал, 2010)
- Городской охотник (сериал, 2011)
- Овощной магазин холостяка (сериал, 2011—2012)
- Славный парень (сериал, 2012)
- Брачное агентство «Сирано» (сериал, 2013)
- Картофельная звезда 2013QR3 (сериал, 2013)
- Богиня огня Чон-и (сериал, 2013)
- Всё в порядке, это любовь (сериал, 2014)
- Тайная любовь (мини-сериал, 2014)
- Девушка, которая видит запахи (сериал, 2015)
- Шайба! (мини-сериал, 2016)
- Стук сердца (мини-сериал, 2016)
- Антураж (сериал, 2016)
- Дорогие мои друзья (сериал, 2016)
- Потомки солнца (сериал, 2016—2017)
- Хваран: Начало (сериал, 2016—2017)
- Самый лучший хит (сериал, 2017)
- Живой (сериал, 2018)

### ТВ-шоу
- Бегущий человек (сериал, 2010—2021)
- Поспеши, брат (сериал, 2014 — …)
- Попался! Я знаю, кто ты! (сериал, 2018 — …)

## Награды
| Год  | Награда                                  | Категория                             | Номинируемая работа     | Результат |  |
| ---- | ---------------------------------------- | ------------------------------------- | ----------------------- | --------- |  |
| 2008 | 2nd Mnet 20's Choice Awards              | Hot CF Star                           | н/д                     | Победа    |  |
| 2008 | 8th MBC Entertainment Awards             | Best Newcomer in Comedy / Sitcom      | Here He Comes           | Номинация |  |
| 2009 | 4th Asia Model Festival Awards           | CF Model Award                        | н/д                     | Победа    |  |
| 2010 | 4th SBS Entertainment Awards             | New Star Award                        | Running Man             | Победа    |  |
| 2011 | 5th SBS Entertainment Awards             | Best Newcomer in Variety              | Running Man             | Победа    |  |
| 2012 | 48th Baeksang Arts Awards                | Best New Actor                        | Wonderful Radio         | Номинация |  |
| 2012 | 33rd Blue Dragon Film Awards             | Best New Actor                        | All About My Wife       | Номинация |  |
| 2012 | 26th KBS Drama Awards                    | Best Supporting Actor                 | The Innocent Man        | Номинация |  |
| 2013 | 7th SBS Entertainment Awards             | Friendship Award                      | Running Man             | Победа    |  |
| 2013 | 7th SBS Entertainment Awards             | Viewer’s Choice: Most Popular Star    | Running Man             | Победа    |  |
| 2014 | 7th Korea Drama Awards                   | Excellence Award, Actor               | It's Okay, That's Love  | Победа    |  |
| 2014 | 3rd APAN Star Awards                     | Popular Star Award, Actor             | It's Okay, That's Love  | Победа    |  |
| 2014 | 8th SBS Entertainment Awards             | Excellence Award in Variety           | Running Man             | Победа    |  |
| 2014 | 22nd SBS Drama Awards                    | Special Award, Actor in a Miniseries  | It's Okay, That's Love  | Победа    |  |
| 2015 | Hong Kong’s YouTube Ads Leaderboard      | 2015 Season One Best Commercial Award | Nestle’s Fruitips Ad    | Победа    |  |
| 2015 | Fashionista Awards                       | Best Male Fashionista                 | н/д                     | Победа    |  |
| 2016 | Sina Weibo Night Awards                  | Asia Popularity Award                 | н/д                     | Победа    |  |
| 2016 | Jumei Awards Ceremony                    | Variety Influence                     | н/д                     | Победа    |  |
| 2016 | 4th Annual DramaFever Awards             | Best Bromance with Kim Jong-kook      | Running Man             | Победа    |  |
| 2016 | 7th Korean Popular Culture & Arts Awards | Prime Minister Award                  | н/д                     | Победа    |  |
| 2016 | 15th KBS Entertainment Awards            | Best Couple с Jung So-min             | The Sound of Your Heart | Победа    |  |
| 2016 | 10th SBS Entertainment Awards            | Top Excellence Award in Variety Show  | Running Man             | Победа    |  |
| 2016 | 10th SBS Entertainment Awards            | Annoying Guy Award                    | Running Man             | Победа    |  |